# Kreditantrag
Der Kreditantrag ist im Finanzwesen eine Aufforderung des Bankkunden an sein Kreditinstitut zur Abgabe eines Kreditangebots.

## Allgemeines
Auch wenn das Grundwort „-antrag“ suggeriert, dass es sich hierbei um einen Antrag (Angebot) im Sinne von § 145 BGB handelt, enthält der Kreditantrag noch keinen Rechtsbindungswillen, denn es fehlen unter anderem die – von den Kreditinstituten später festzulegenden – Kreditkonditionen. Der Kreditantrag hat vielmehr den Sinn, das Kreditinstitut seinerseits zur Abgabe eines Angebots aufzufordern (Verschieben der Angebotserklärung auf den Vertragspartner). Erst das Angebot der Bank enthält die Bedingungen für den beantragten Kredit.
Bei Fremdfinanzierungsbedarf wenden sich Bankkunden an ihre Hausbank, die im Massenkreditgeschäft meist Vordrucke vorhält, welche den Finanzierungsbedarf von natürlichen Personen standardisiert abfragen. Kreditanträge sind auch vielfach bereits auf der Webseite von Kreditinstituten verfügbar. Im Private Banking und bei Unternehmensfinanzierungen gehen dem Kreditantrag umfassende individuelle Beratungsgespräche voraus. Kreditanträge sind mit Ausnahme des Dispositionskredits grundsätzlich für alle Kreditarten zu stellen (Konsumkredite, Immobilienfinanzierungen oder Effektenlombardkredite bei natürlichen Personen; Investitionskredite, Kontokorrentkredite, Roll-over-Kredite, Revolvierende Kredite oder Stand-by-Kredite bei Unternehmen).

## Inhalt
Normierte Kreditanträge beinhalten in Form der Selbstauskunft eine personenbezogene und eine kreditbezogene Komponente, wobei der Vordruck Angaben enthält, die für den Abschluss eines späteren Kreditvertrages notwendig sind:
- Persönliche Verhältnisse:

Geburtsdatum, Staatsangehörigkeit, Geschlecht (männliches oder weibliches Geschlecht), Schulbildung, Berufsausbildung, Familienstand, Güterstand, Wohnverhältnisse (Eigentum/Miete), Telefon/Handy, E-Mail-Adresse, Umzugshäufigkeit, Berufswechsel, Dauer der Bankverbindung;
- Kreditbezogene Daten:

Kredithöhe, Kreditart, Rückzahlungsvorschlag, Zinszahlungs- und Tilgungstermine, Finanzierungsplan, Verwendungszweck, Kreditsicherheiten, Arbeitgeber, Einkommensarten und -höhe, Vermögensverhältnisse, Schulden und Haftungsverhältnisse (abgegebene Bürgschaften) und wirtschaftlich Berechtigter aus dem Kredit.
Viele Angaben im Kreditantrag sind durch allgemeine Beleihungsunterlagen (Einkommensnachweis, Gehaltsabrechnung, Rechnungen, Einkommensteuerbescheide bei natürlichen Personen, Jahresabschluss bei Unternehmen) nachzuweisen. Mit dem Kreditantrag wird meist die Einwilligung des Kunden verbunden, Anfragen bei der Schufa und/oder anderen Auskunfteien einzuholen. Der Kreditantrag ist vom Kunden zu unterzeichnen und klärt ihn über die Rechtsfolgen bewusst unrichtiger oder unvollständiger Angaben auf (arglistige Täuschung, Kreditbetrug).

## Rechtsfragen
Das rechtlich wirksame Angebot ist erst die Kreditzusage des Kreditinstituts, die noch der Annahme gemäß § 147 BGB durch den Kreditnehmer bedarf. Erst hierdurch kommt ein Kreditvertrag zustande. Bloße Erkundigungen, Kontaktaufnahmen oder Vorverhandlungen des Bankkunden gelten noch nicht als Kreditantrag. Vielmehr ist eine auf Erlangung einer Kreditzusage oder -gewährung gerichtete formfreie Erklärung erforderlich, die ein bestimmtes Kreditbegehren zum Ausdruck bringt, das von dem potentiellen Kreditgeber angenommen werden kann. Der Bankkunde ist nach § 145 BGB an den Kreditantrag gebunden, sobald der Antrag durch Zugang bei der Bank eingeht.
Der Straftatbestand des Kreditbetrugs setzt nach § 265b StGB ebenfalls voraus, dass ein „Antrag auf Gewährung, Belassung oder Veränderung der Bedingungen eines Kredits“ gestellt wurde.

## Antragsprüfung
Der Kreditantrag setzt in Kreditinstituten einen Kreditprozess in Gang. Die Prüfung des Kreditantrags durch die Kreditsachbearbeitung ist bereits Teil der Prüfung der Kreditfähigkeit und der Kreditwürdigkeitsprüfung, die Kreditinstitute nach § 18 KWG durchzuführen haben. Sofern kein Blankokredit gewährt werden kann, erfolgt eine Sicherheitenbewertung aufgrund der im Kreditantrag vorgeschlagenen Kreditsicherheiten. Hausbanken können große Teile der Kreditanträge durch eigene Kontodaten plausibilisieren. Aus den Daten des Kreditantrags und den Rückmeldungen der Auskunfteien wird im Rahmen der Kreditwürdigkeitsprüfung ein Kreditscoring (bei natürlichen Personen) oder ein Rating (bei Unternehmen) abgeleitet, das zu einer Bonitätsnote verdichtet wird und Grundlage der Entscheidungsvorbereitung zu einer Kreditentscheidung darstellt.

## Kreditvertrag
Bei negativer Kreditentscheidung wird die Bank den Kreditantrag ablehnen, so dass kein Kreditvertrag zustande kommt. Fällt die Kreditentscheidung positiv aus, werden bankintern die Entscheidungsgrundlagen durch einen Kreditvertrag umgesetzt. Dieser enthält Kreditbedingungen und Auszahlungsvoraussetzungen, die nach Möglichkeit den Inhalt des ursprünglichen Kreditantrags des Kreditnehmers berücksichtigen.